# ルーヴル・ピラミッド
ルーヴル・ピラミッド（仏: Pyramide du Louvre）は、パリのルーヴル美術館（ルーヴル宮殿）の中庭であるナポレオン広場 (Cour Napoléon) に設置されている、ガラスと金属で制作されたピラミッド。小さな三つのピラミッドに囲まれた中央の大きなピラミッドは、ルーヴル美術館のメイン・エントランスとして使用されている。1989年に完成したこのピラミッドは、パリのランドマークとなりつつある。

## デザインと建造

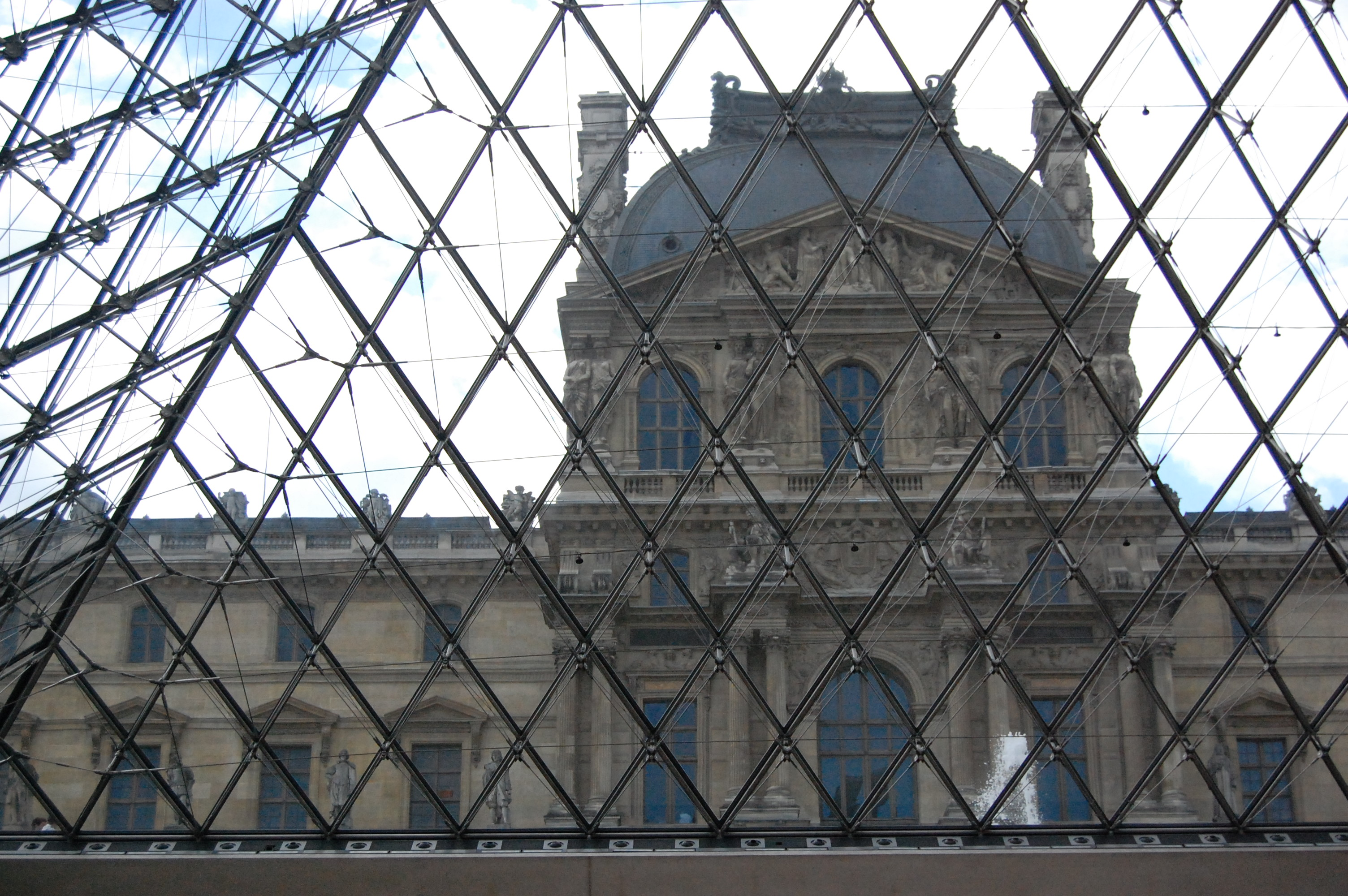
ルーヴル・ピラミッド内部から観たルーヴル美術館

当時のフランス大統領フランソワ・ミッテランが、「パリ大改造計画 (en:Grands Projets of François Mitterrand)」を推進した。この計画の一環として「大ルーヴル計画 (Grand Louvre)」が実施されることとなり、1983年に大ルーヴル計画公団が設立され、建築家イオ・ミン・ペイに、ナポレオン広場に新たに設置するメイン・エントランスの設計が任された。イオ・ミン・ペイは、滋賀県のMIHO MUSEUM、モントリオールのカナダロイヤル銀行本部ビル (en:Place Ville-Marie)、そしてワシントンD.C.のナショナル・ギャラリー・オブ・アート東館などの設計にも携わった建築家である。建築には、モントリオールのニコレ・シャトラン・ノール社がデザイン時に、建築家ユニットRFR (en:RFR Engineers)が建設時に参画している。完成したルーヴル・ピラミッドは、ガラスを主材料としており、高さ20.6メートル、底辺35メートルに達しており、603枚の菱形のガラス板と70枚の三角形のガラス板とで構築されている。
ルーヴル・ピラミッドとその地下のロビーは、それまでのルーヴル美術館のメイン・エントランスが持っていた、日々の膨大な数の入館者に対応しきれないという問題点の解決を主眼に設計された。ルーヴル・ピラミッドが建設されメイン・エントランスとなってからは、入館者はルーヴル・ピラミッドを通って広々とした地下ロビーへと降りていき、ルーヴル美術館本体へと昇っていくという入館路になった。
デザイン史家マーク・ピムロットは、イオ・ミン・ペイの設計について「（ルーヴル美術館を訪れる）人々を中央入館路から広大な地下ロビーへと案内することにより、様々な目的でルーヴル美術館を訪れた人々の足取りを分散させることを目的として設計されている。（ルーヴル・ピラミッドの）巨大な骨組構成は、古代ポンペイの邸宅の吹き抜け建築を髣髴とさせる。格子状にガラスとフレームが組み合わされた開放的な構成は、オフィスビルの吹き抜けをも連想させる。この場所を基点として思い思いの場所へと足を運ぶ人々からすれば、鉄道ターミナルや国際空港の順路ともいえるだろう」としている。
ルーヴル美術館と同様の構想を持って設計された美術館（博物館）が、他にいくつか存在している。有名な博物館としてシカゴの科学産業博物館があり、ルーヴル美術館と同じく、メイン・エントランスからいったん地下へと降りてから、美術館本体へと上がっていく入館路となっている。また、1982年4月に開設されたヘイヴァリング・ロンドン特別区のドルフィン・センター (en:Dolphin Centre) には、ルーヴル・ピラミッドとよくにたピラミッドがある。ピラミッドの基礎部分と、地下ロビーの工事は、フランスの建設会社ヴァンシが担当した。

ルーヴル・ピラミッド（夜景）。

## 論争
ルーヴル・ピラミッドの建設は大きな波紋を呼んだ。古典的建築物であるルーヴル宮殿の前に、近未来的な大建造物は相応しくないのではないかと考えられたのである。計画を進めたミッテランは「エジプトのファラオに対するコンプレックスの持ち主」とまで評されたことがあった。また、その一方で、中世と未来の建造物がみごとに融合されていると賞賛する者もいた。

## ガラスの枚数を巡る都市伝説
ルーヴル・ピラミッドに使用されているガラスの枚数が、サタンと関連があるともいわれる「獣の数字」と同じ666枚だとする説がある。作家ドミニク・Stezepfandtの著書『フランソワ・ミッテラン、大宇宙の建造物 (François Mitterrand, Grand Architecte de l'Univers)』に「（ルーヴル・）ピラミッドは『ヨハネの黙示録』に獣として記されている、大いなる力に捧げられたものだ。･･････ピラミッド全体の基礎となっているのは数字の6である」という記述がある。
ルーヴル・ピラミッドのガラスが666枚であるという説は1980年代から存在した。ルーヴル・ピラミッド建築中に出版されたルーヴルの公式案内書に、ガラスの総枚数が666枚であると、二箇所で記されていたのである（ただし、同じ公式案内書には672枚と記されている箇所もあった）。様々な新聞がこの666という数字について報道したが、最終的に完成したルーヴル・ピラミッドに使用されたガラスは、菱形603枚、三角形70枚の、計673枚だった。また、デヴィッド・シュガーツは、ルーヴル・ピラミッドのガラスは689枚だと主張した。シュガーツはこの枚数は、設計者のイオ・ミン・ペイの事務所から入手したものだとしている。
ルーヴル・ピラミッドに使用されている正確なガラスの枚数は、初歩的な数学から算出することができる。エントランスがある壁面を除く三つの壁面には、三角形のガラスが18枚使用されており、最下部には17枚の菱形のガラスが使用されている。これを三角数に当てはめると{\displaystyle \textstyle {\frac {17\cdot (17+1)}{2}}=153}となり、三角形のガラス18枚と併せたガラスの枚数は171枚と算出される。エントランスがある壁面は、他の壁面に比べて菱形のガラスが9枚、三角形のガラスが2枚、それぞれ少ない。よって菱形のガラスの総枚数は{\displaystyle 4\cdot 153-9=603}、三角形のガラスの総枚数は{\displaystyle 4\cdot 18-2=70}となり、すべてのガラスの総枚数は673枚ということになる。
ルーヴル・ピラミッドに使用されているガラスの枚数が666枚だという伝説が再び脚光を浴びたのは、アメリカの小説家ダン・ブラウンが2003年に発表した小説『ダ・ヴィンチ・コード』の影響だった。作中で主人公ロバート・ラングドンが「ミッテラン大統領の明確な指示により、このピラミッドにはぴったり六百六十六枚のガラス板が使われている－666は悪魔の数字だとする陰謀論者たちのあいだで、この奇妙な指示はつねに議論の的となってきた」というモノローグが書かれているためである。しかしながらデヴィッド・シュガーツは、イオ・ミン・ペイ事務所の女性広報担当の話によれば、ミッテランがルーヴル・ピラミッドに使用するガラスの枚数に口出ししたことは一度もないと反論している。ルーヴル・ピラミッドに使用されているガラスの枚数が666枚だという説が、1980年代にフランスの新聞によって流布されたのは事実である。しかしながら、この女性広報担当は「古い情報を鵜呑みにして真実を確認しないのであれば、この666という数字を巡る都市伝説を信じてしまう愚かな人ということになるでしょう」としている。

## 逆ピラミッド
ルーヴル美術館正面の地下街カルーゼル・ショッピング・モールには、1993年に完成した逆ピラミッド (La Pyramide Inversée) がある。ルーヴル・ピラミッドを縮小して上下を逆にしたデザインで、地下街の採光源である天窓の役割を果たしている。